# The Carters

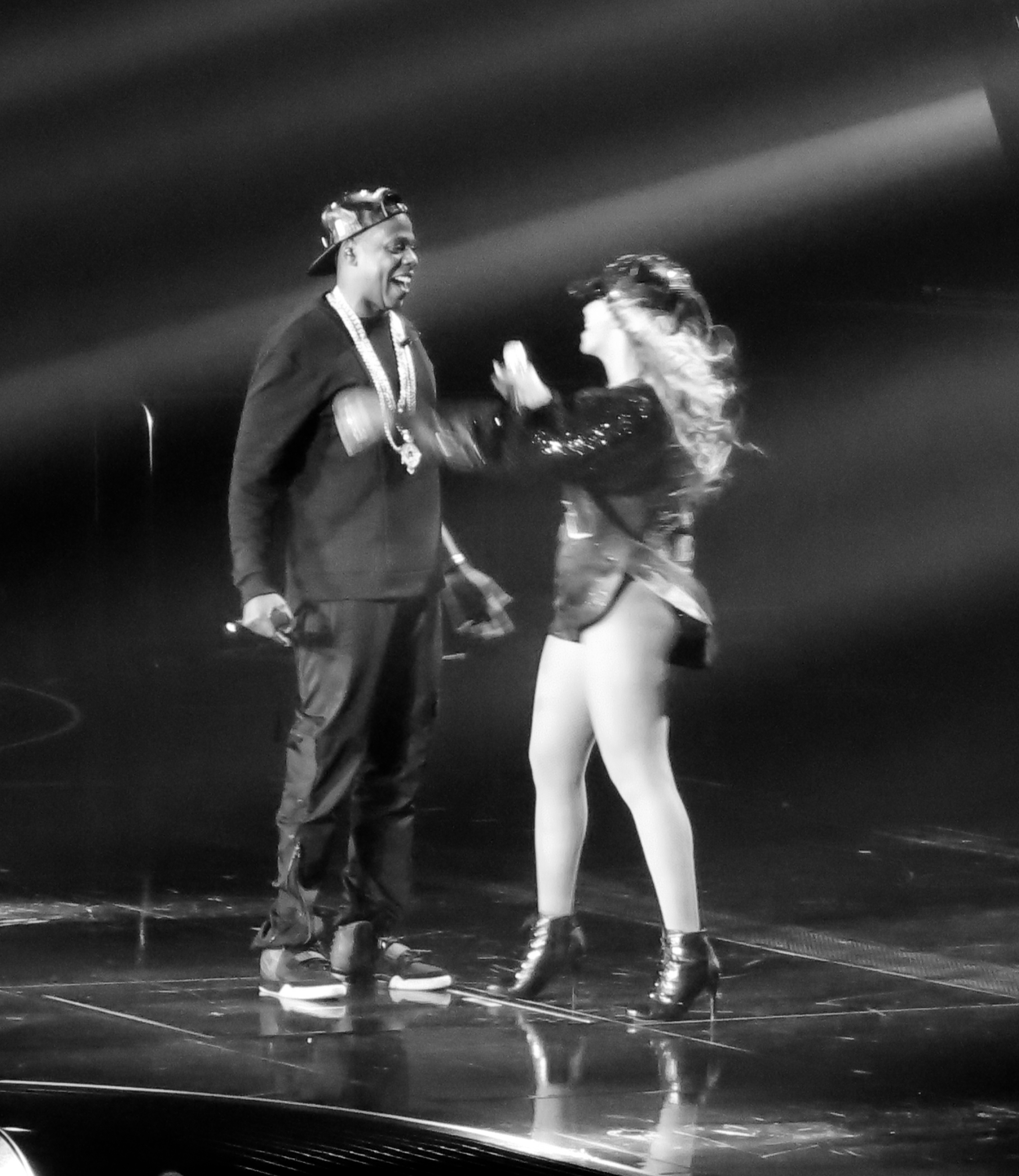
Stjärnparet under en konsert på Beyoncé's The Mrs. Carter Show World Tour

The Carters är en amerikansk hiphopduo som består av musikparet Beyoncé och Jay-Z. Duon släppte sitt första album som The Carters "Everything is Love" den 16 juni 2018.

## Historia
Paret träffades första gången 1999 när Beyoncé var 18 år gammal. Duon släppte sin första hit "'03 Bonnie & Clyde" i oktober 2002. Jay-Z medverkade i två låtar på Beyoncés debutalbum 2003. De gifte sig 2008. Sommaren 2014 var duon på sin första världsturné, On The Run Tour. Två år senare släppte Beyoncé det visuella albumet Lemonade. Albumet handlar om otrohet och svek, vilket fick fansen att undra om maken hade varit otrogen. 2017 släppte Jay-Z albumet 4:44. I låten "4:44" bekräftar han sin otrohet. 
I mars 2018 meddelade paret på sociala medier att de skulle göra en till världsturné, en On The Run 2 Tour. Den 16 juni släppte paret albumet "Everything is Love" efter sista konserten i London. Albumet som innehåller 9 låtar släpptes först på Tidal, men två dagar senare, den 18 juni, publicerades det på iTunes, Spotify och Amazon. Den 25 juni 2018 spelade de för ett fullpackat Friends Arena i Stockholm.

## Studioalbum
- 2018  –  Everything is Love

### Låtlista
- Summer (4:45)
- Apeshit (4:25)
- Boss (4:04)
- Nice (3:54)
- 713 (3:13)
- Friends (5:44)
- Heard About Us (3:15)
- Black Effect (5:15)
- Lovehappy (3:49)